# Discografia degli Stone Temple Pilots

## Album in studio
- 1992 – Core
- 1994 – Purple
- 1996 – Tiny Music... Songs from the Vatican Gift Shop
- 1999 – No. 4
- 2001 – Shangri-La Dee Da
- 2010 – Stone Temple Pilots
- 2018 – Stone Temple Pilots
- 2020 – Perdida

## Album dal vivo
- 1993 – Unplugged
- 2018 – Live 2018

## Raccolte
- 2003 – Thank You

## Extended play
- 2013 – High Rise (sotto il nome di Stone Temple Pilots with Chester Bennington)

## Singoli
- 1993 - Sex Type Thing
- 1993 - Plush
- 1993 - Creep
- 1994 - Big Empty
- 1994 - Vasoline
- 1994 - Interstate Love Song
- 1996 - Big Bang Baby
- 1996 - Trippin' on a Hole in a Paper Heart
- 1996 - Lady Picture Show
- 1999 - Down
- 2000 - Sour Girl
- 2000 - No Way Out
- 2001 - Days of the Week
- 2001 - Hollywood Bitch
- 2003 - All in the Suit That You Wear
- 2010 - Between the Lines
- 2010 - Take a Load Off
- 2013 - Out of Time
- 2013 - Black Heart
- 2017 - Meadow